# Supertaça Ibérica de 2005
A Recopa Ibérica(pt-BR) ou Supertaça Ibérica(pt-PT?)  ou então apenas Taça Ibérica foi um troféu disputado a 28 de julho de 2005, o troféu foi disputado no Estadio Blas Infante em Huelva, Espanha,[carece de fontes?] num jogo entre o vencedor da Taça de Portugal da época 2004/2005 o Vitória FC e o vencedor da Copa del Rey da mesma época o Real Betis,com a vitória do Vitória FC, o jogo foi disputado também a contar como meia-final do V Torneio Internacional do Guadiana.
O Vitória FC exibe a conquista deste troféu no seu palmarés no site oficial.
Esta foi a última edição de uma taça ibérica realizada.

## O Jogo
| Ano  | Vencedor   | Resultados | Vice       | Ref.                |
| ---- | ---------- | ---------- | ---------- | ------------------- |
| 2005 | Vitória FC | 2 - 1      | Real Bétis | [carece de fontes?] |